# Шамрай Михайло Семенович
Михайло Семенович Шамрай (29 лютого 1908, Троїцьке — 16 лютого 1942) — радянський офіцер, Герой Радянського Союзу, в роки радянсько-фінської війни командир роти 257-го стрілецького полку 7-ї стрілецької дивізії 7-ї армії Північно-Західного фронту, старший лейтенант.

## Біографія

меморіальна дошка на ММК ім. Ілліча.

Народився 29 лютого 1908 року в селі Троїцьке Маріупольського повіту (нині Бердянського району Запорізької області) в сім'ї селянина. Українець. Закінчив 6 класів. Працював у трубопрокатному цеху Маріупольського металургійного заводу імені Ілліча простим робітником.
У Червоній Армії в 1930—1934 роках. Служив на заставі одного з прикордонних загонів командиром відділення. З травня по листопад 1932 року Михайло Шамрай навчався на шестимісячних курсах у третій школі прикордонної охорони і військ ОДПУ, а після їх закінчення був командиром взводу 4-го стрілецького дивізіону 6-го полку військ ОДПУ.
У 1934 році Шамрай був звільнений з військ, однак через чотири роки знову призваний на військову службу і брав участь у радянсько-фінській війні 1939—1940 років.
Командир роти 257-го стрілецького полку Північно-Західного фронту старший лейтенант Шамрай відзначився 1 березня 1940 року в нічному бою. Його рота, незважаючи на сильний вогонь противника, оволоділа важливою висотою і дотом. У ніч на 13 березня 1940 року рота на плечах противника увірвалася в місто Вііпурі (нині Виборг).
Указом Президії Верховної Ради СРСР від 11 квітня 1940 року за зразкове виконання бойових завдань командування і проявлені при цьому відвагу і геройство Михайлу Семеновичу Шамраєві було присвоєно звання Героя Радянського Союзу з врученням ордена Леніна і медалі «Золота Зірка» (№ 503).
Учасник німецько-радянської війни з червня 1941 року. Закінчив курси «Постріл».
Капітан М. С. Шамрай захищав Москву на південно-західному напрямку, командуючи одним з полків 264-ї стрілецької дивізії. В одному з боїв неподалік від міста Козельська він отримав важке поранення і 16 лютого 1942 року помер у госпіталі.
Похований у місті Тулі. На Всіхсвятському кладовищі міста Тули встановлено меморіальний комплекс на честь Героїв Радянського Союзу. На гранітній стелі висічено і ім'я М. С. Шамрая. У рідному селі його ім'ям названа вулиця, споруджено обеліск. М. С. Шамрай навічно зарахований до бригади колгоспу.